# Qvale

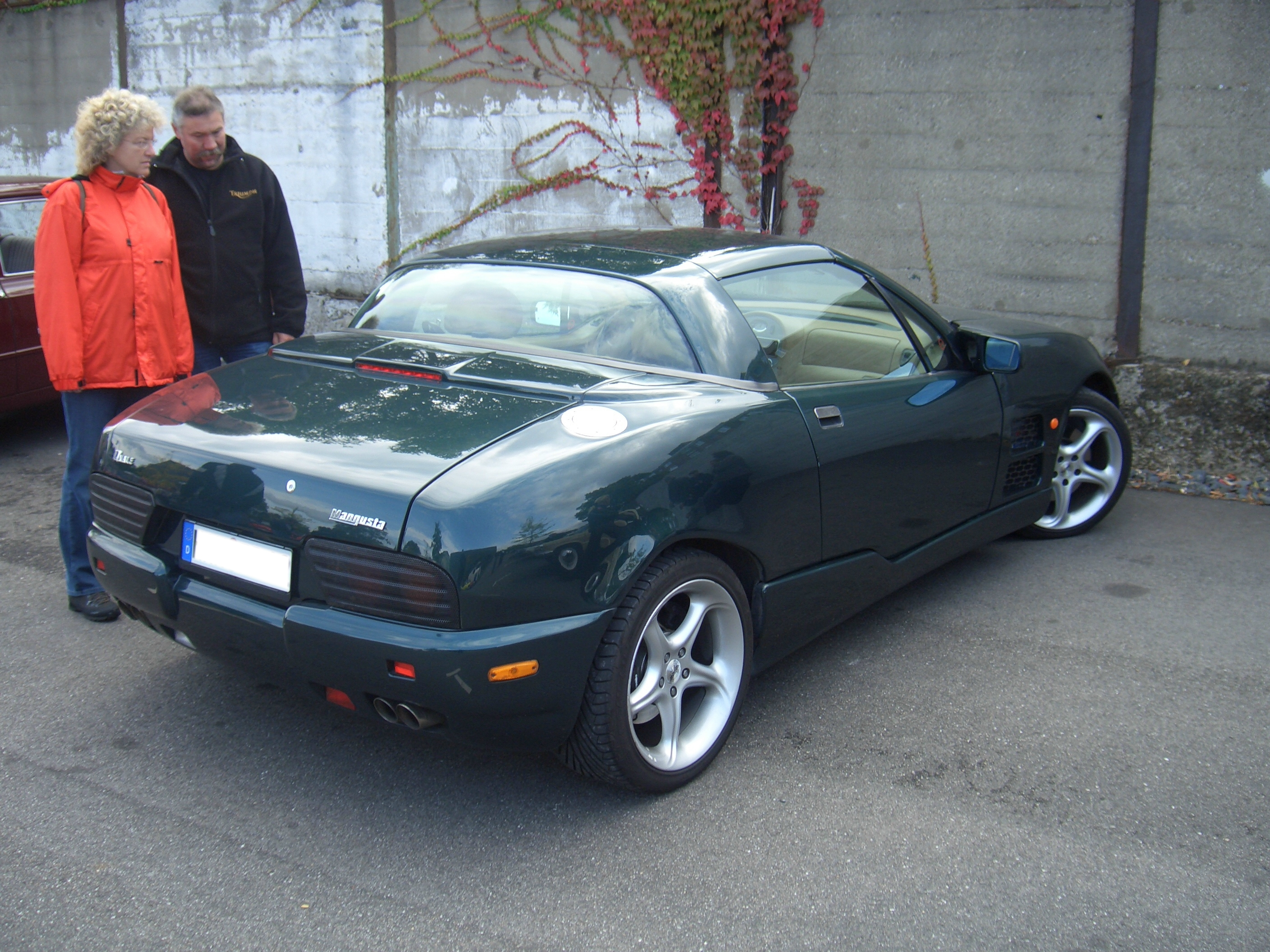
Qvale Mangusta, märkets enda modell

Qvale är en amerikansk bilimportör/tillverkare som sedan sent 1940-tal importerat exklusiva europeiska bilmärken för distribution i USA och Kanada. Bolaget grundades av Kjell Qvale. 
I dagsläget (2018) ägs Qvale av sonen Bruce Qvale. 
Företaget är känt som tillverkare av bilmodellen Mangusta. Bilen utvecklades från början i samarbete med Alejandro de Tomaso i De Tomaso Modena SPA, och var tänkt att lanseras som De Tomaso Biguà. Bilen tillverkades mellan 1999 och 2002 i 284 exemplar i Mangustas fabrik i Modena i Italien. Mangusta såldes 2002 till MG Rover Group i Storbritannien.
Bilmärken som huvudsakligen importerats var 
- MG
- Rolls-Royce
- Jaguar
- Lotus
- Bentley
- Porsche
- De Tomaso
- Maserati